# Arsenije Plamenac
Arsenije Plamenac (kyrillisch Арсеније Пламенац; * ? ; † 15. Mai 1784) war ein serbisch-orthodoxer Metropolit mit Sitz in Cetinje und regierte als Fürstbischof Montenegro von 1781 bis 1784. 

## Leben
Plamenac wurde vom Fürstbischof Sava II. Petrović-Njegoš seit 1766 als Nachfolger favorisiert, da sein bisher mitregierender Fürstbischof, zuverlässiger Gehilfe und Bruder Vasilije Petrović-Njegoš einem Mordkomplott seitens der Osmanen oder Venedigs zum Opfer fiel. Mit der Weisung zur Ernennung seines Neffen zum zukünftigen Nachfolger nach seinem Tod überging der Fürstbischof Sava die vom Volk und der Aristokratie Montenegros gewünschte Rangfolge in der Dynastie Petrović. Diese wünschten sich den jungen Archimandriten Petar I. Petrović-Njegoš als Metropoliten. Die Ernennung Arsenijes zum Fürstbischof 1781 nach dem Tod des Fürstbischofs Sava sorgte unter den zerstrittenen Sippen des damaligen Montenegro für Unmut und führte zur weiteren Spaltung der Untertanen untereinander.
Arsenije war im Volk wie auch in der montenegrinischen Aristokratie nicht sonderlich beliebt. Er lebte eher zurückgezogen und nur auf Kirchengeschäfte bedacht überwiegend in Crmnica. Die Klanführer begannen den zurückgezogenen Fürstbischof in weltlichen Angelegenheiten zu übergehen, darunter auch die Radonjić-Sippe, die Interesse hatte, den venetischen Einfluss in Montenegro zu erweitern und den bisher starken russischen zu ersetzen. Mit dem Tod Arsenijes nach nur drei Jahren Regentschaft 1784 endete diese Usurpation der weltlichen Macht, die die Fürstbischöfe bisher für sich beanspruchten, als Petar I. Petrović-Njegoš zum Fürstbischof Montenegros ernannt wurde.